# Indigofera placida
Indigofera placida är en ärtväxtart som beskrevs av Nicholas Edward Brown. Indigofera placida ingår i släktet indigosläktet, och familjen ärtväxter. Inga underarter finns listade i Catalogue of Life.